# Южен остров (Нова Зеландия)
Южният остров (на английски: South Island, на маорски: Te Waipounamu) е остров в югозападната част на Тихия океан, най-големия от трите големи острова на Нова Зеландия. На север широкия 35 km проток Кук го отделя от Северния остров на Нова Зеландия, а на юг протока Фово – от остров Стюарт. Площта му е 150 437 km² (12-то място в света).

## Брегова линия
С изключение на северното и югозападното му крайбрежие, които са силно разчленени, останалите брегове на Южния остров са преобладаващо праволинейни, но предимно високи и стръмни. На североизток и изток са разположени широко отворените заливи Клауди Бей, Пегасес и Кентърбъри, на юг са по-малките Тоетоес, Апарима и Те Уевае, а на запад – заливите Карамеа, Джексън и Аваруа. Северното му крайбрежие е силно разчленено от дълбоко вдаващите се в сушата заливи Тасман , Голдън Бей и др., полуострови и крайбрежни острови – Д'Юрвил, Четууд и др. Югозападното крайбрежие на Южния остров е от фиордов тип, като тук дълбоко навътре се вдават фиордите Даутфул Саунд, Дъски Саунд, Чолки Инлет и др. Има и няколко крайбрежни острова: Резолюшън, Секретари и др.

## Релеф
Почти целия Южен остров е зает от дългата около 500 km планинска верига на Южните Алпи, простираща се от североизток на югозапад по цялото протежение на остров. Средната им надморска височина е 2000 – 3000 m, а максималната е връх Кук 3724 m, издигащ се в централната им част. Планината е изградена основно от кристалинни шисти, гранитни интрузии и перидотити. Нейните западни склонове са къси и стръмно спускащи се към брега на Тасманово море, като с много малки изключения склоновете им стигат чак до брега. Източните склонове са много по-дълги (от 80 до 200 km) и полегато се спускат към крайбрежните равнини – Кентърбарийска (на изток, главен земеделски район на страната), Саутленд (на юг) и други по-малки. За най-високите части на планината са характерни алпийските форми на релефа: вечни снегове и ледници – Тасман (23,5 km), Франц Йосиф, фокс и др. с обща площ около 1000 km², циркуси, трогови долини и др. Между Кентърбарийската равнина и равнината Саутленд е разположено обширното плато Отаго, представляващо югоизточната, най-широка част на Южните Алпи. Неговата надморска височина е 1200 – 1300 m.

## Климат, води
Климатът на Южния новозеландски остров е субтропичен, морски, а в най-южните му части – умерен, морски През острова протичат едни от най-големите реки на Нова Зеландия: Клута (322 km), Тоиери (288 km), Матаура (240 km), Южна Уаиау (217 km), Уаитаки (209 km), Орети (203 km). В Южните Алпи са разположени множество големи езера с ледников произход: Те Анау (348 km²), Уакатипу (289 km²), Елсмир (182 km²), Уанака (180 km²), Манапоури (143 km²), Хавеа (138 km²).

## Население, стопанство
Коренното население на острова и като цяло на Нова Зеландия са маорите. На Южния остров живее около 24% от населението на Нова Зеландия, като през 2010 г. то наброява 1 030 300 души. Най-големите градове са: Крайстчърч, Дънидин, Инверкаргил, Нелсън, Бленем, Тимару.

## Историческа справка
На 13 декември 1642 г. холандският мореплавател Абел Тасман открива участък от северозападното крайбрежие на острова, при нос Фаулуинд, след което проследява цялото му северно крайбрежие до протока Кук (той го приема за залив). От 9 февруари до 1 април 1770 г. великият английски мореплавател Джеймс Кук, открива, проследява и картира останалите брегове на Южния остров. През 1827 г. видният френски мореплавател Жул Дюмон-Дюрвил детайлно картира северното му, силно разчленено крайбрежие. От 1846 до 1848 г. английският геодезист Томас Брунер детайлно изследва и картографира северната му част. В продължение на 4 години, от 1847 до 1851 г. известният морски топограф Джон Стоукс детайлно изследва и картира югоизточното, южното и югозападно крайбрежие на Южния остров, като открива протока Фово и остров Стюарт, разположен южно от него.